# Chloroclystis semilineata
Chloroclystis semilineata är en fjärilsart som beskrevs av Felder 1875. Chloroclystis semilineata ingår i släktet Chloroclystis och familjen mätare. Inga underarter finns listade i Catalogue of Life.